# Eugen August Meinel
Eugen August Meinel (* 21. März 1819 in Eichstätt; † 9. Mai 1852 in Erlangen) war ein deutscher Mediziner und Arzt in Roth am Sand in Mittelfranken. 

## Leben
Eugen August Meinel studierte an den Universitäten in München, Wien und Erlangen Medizin und wurde 1841 in München mit seiner Dissertation Ueber Knochentuberkeln promoviert. Nach Aufenthalten in Paris sowie in Jena als Assistent von Franz Jordan Ried und Erlangen als Assistent von Carl Friedrich Canstatt wirkte er ab 1847 als praktischer Arzt und Hospitalarzt in Roth am Sand in Mittelfranken.
Am 15. Oktober 1849 wurde er mit dem akademischen Beinamen Hoffmann II. unter der Matrikel-Nr. 1598 als Mitglied in die Leopoldina aufgenommen.

## Schriften
- Ueber Knochentuberkeln. Inaugural-Abhandlung der medicinischen Fakultät zu München überreicht. Friedrich Junge, Erlangen 1842 (Digitalisat)
- Das Chloroform und seine schmerzstillende Kraft. Hartwig und Müller, Hamburg 1849 (Digitalisat)
- Ein Besuch im herzogl. Leuchtenbergischen Naturalienkabinet zu Eichstädt. In: Correspondenzblatt des Zoologisch-Mineralogischen Vereines in Regensburg, 3, Regensburg 1849, S. 91–96 (Digitalisat)
- Beiträge zur pathologischen Anatomie. Mit einer Steindrucktafel. Weber, Breslau und Bonn 1852 (Digitalisat)